# Berliner Electromobil- und Akkumulatorenfabrik
Die Berliner Electromobil- und Akkumulatorenfabrik Fiedler & Co. KG (BEF) war ein deutsches Unternehmen, das an seinem Produktionsstandort in Berlin, Puttkamerstraße 19, von 1900 bis 1922 elektrisch angetriebene Lastkraftwagen herstellte.
Es wurden leichte und schwere elektrisch angetriebene Last- und Lieferwagen hergestellt. Der erste Elektro-LKW war ein hoher, einer Kutsche ähnlicher Wagen. Auf großen eisenbereiften Holzrädern war der Wagen mit einem Kofferaufbau versehen. An der Hinterachse waren zwei 2,5-PS-Elektromotoren eingebaut. Der Fahrerarbeitsplatz war als Kutschbock ohne Überdachung gebaut.
Anschließend wurden Kommunalfahrzeuge, unter anderem auch elektrisch angetriebene Straßenreinigungsmaschinen gebaut. Dann übernahm die Nutzfahrzeugfabrik Elitewagen AG das Unternehmen.